# Giuseppe Prinzi (céramiste)
Pour les articles homonymes, voir Prinzi et Giuseppe Prinzi.
Giuseppe Prinzi est un céramiste, peintre et sculpteur italien, né le 31 janvier 1962 à Mistretta.
Ses recherches portent principalement sur la représentation de la figuration et la récupération de la langue de la peinture métaphysique de Giorgio de Chirico,.

## Biographie
Diplômé de l'Institut d'Art de Santo Stefano di Camastra en 1981, Giuseppe Prinzi a assisté aux cours correspondants aux beaux-arts à Rome et est entré en contact avec les artistes nationaux. Il participe à des expositions et événements artistiques au début  de 1980, comme la  XIe Biennale de la céramique de Caltagirone et la XIVe exposition de poterie de Santo Stefano di Camastra dès 1990.
Dans la même année, il accueille dans son atelier d'art, l'artiste argentin Silvio Benedetto, avec d'autres artistes de son école de peinture.
En 2004, il crée des œuvres en céramique réfractaire, qui constitueront une collection permanente d'un palais baronnial du XIXe siècle, à Sinagra sur les monts Nebrodi, transformé par la suite en un hôtel-musée unique. En décembre 2004, il reçoit le prix « IGOR » pour la recherche artistique du Consorzio Ceramisti di Santo Stefano. En juillet 2014, il crée une table en céramique, peinte de figures polychromes "postmodernes", pour l'association culturelle "Il cielo d'Italia" parrainée par le Sénat de la République, qui sera exposée en 2015 à l'Expo de Milan puis à le "parc scientifique" de Teramo.
En 2005, des œuvres céramiques réfractaires lui ont été commandées par un entrepreneur de Messine, destinées à la fourniture d'un manoir seigneurial du XIXe siècle à Sinagra, une station balnéaire dans les Nébrodes, en Sicile. En  2014, il réalise une dalle en céramique pour l'association culturelle Il Cielo en Italie, et, en juillet 2015, la dalle est exposée dans le pavillon de l'Italie à l'Expo 2015. Dans la même année, il fut également présent à Grottaglie, l'exposition de céramiques de la Méditerranée,.
Lors de la même manifestation internationale milanaise, sur le stand de la Région sicilienne, il expose une « jarre » en céramique réfractaire, peinte de visages « métaphysiques ». L'œuvre sera indûment "honorée" sans son consentement, à une autorité de réputation internationale et sera le motif d'un litige judiciaire avec la municipalité de Santo Stefano di Camastra responsable de l'incident.
En juin 2015, il a été admis au "Mediterranean Ceramics Competition Show" à Grottaglie; où il expose "Bacchus et Ariane" assiette en céramique réfractaire oxydée et une sculpture en céramique intitulée "Perséphone". Il est le seul artiste à représenter la région sicilienne. En août 2015, il est présent à la « I Biennale Stefanese » dans l'historique Palazzo Trabia.
Au cours du même mois d'août, il est sélectionné par le jury international pour participer à la "X Biennale internationale d'art contemporain de Florence", qui se tiendra du 18 au 25 octobre 2015 dans la suggestive Fortezza da Basso, à laquelle il participera expose 5 oeuvres à l'huile sur toile.
En juin 2016, il a créé une grande fresque en céramique représentant "Medusa" de cm. 240 x 240, qui est exposée à l'occasion de la manifestation nationale "Buongiorno Ceramica" et "all'Inceramicata Stefanese".
En décembre 2017, dans le cadre des célébrations du 150e anniversaire de la naissance de  Luigi Pirandello, il expose un "triptyque" en céramique et bois, dédié au grand dramaturge sicilien, au Palazzo "Armao" de Santo Stefano di Camastra. L'exposition présentait également une Chine aquarellée représentant cinq visages de Pirandello, réalisée par son fils Giovanni. L'œuvre a été exposée à Santo Stefano di Camastra, près de la bibliothèque municipale, avec une technique mixte sur papier, avec cinq visages de Pirandello,de son fils Giovanni Prinzi, artiste et graveur.
En septembre 2021, il publie le livre monographique, "Au-delà des apparences" ABC Sikelia Edizioni, version italienne et anglaise. Le volume de 182 pages présente des œuvres en céramique, huile sur toile, acrylique, sculpture et techniques mixtes, de 1978 à 2021, avec une préface de Dario De Pasquale, des présentations de Paolo Giansiracusa et Gianpiero Menniti et des critiques d'autres critiques d'art. En octobre de la même année, il publie également une série de 5 estampes retouchées et rehaussées à la main en édition limitée à seulement 10 exemplaires chacune, numérotées de 1/1 à 10/10 et signées.

## Expositions
- 1974 : Exposition de peintures « musée éducatif » Santo Stefano di Camastra - 2e prix
- 1975 : Exposition de peintures « musée éducatif » Santo Stefano di Camastra - 2e prix
- 1983 : 7e Exposition régionale de la Céramique - Santo Stefano di Camastra
- 1984 : 8e Exposition régionale de la Céramique - Santo Stefano di Camastra
- 1986 : Show-Compétition ville « Amastrata » de Mistretta - 2e prix
- 1986 : 10e Exposition régionale de la Céramique - Santo Stefano di Camastra
- 1987 : 11e Biennale de céramique de la Sicile - Caltagirone
- 1987 : « exposition itinérante » Parrainé par la Région de Sicile : New York, Tokyo, Singapour, Paris Londres, Sydney , Berlin Hong Kong.
- 1988 « Exposition de Peinture et graphique » Open Space, Bibliothèque de la ville Santo Stefano di Camastra
- 1988 : Exposition d'art en céramique - Salle de l'Assemblée - Université de Messine - Messina

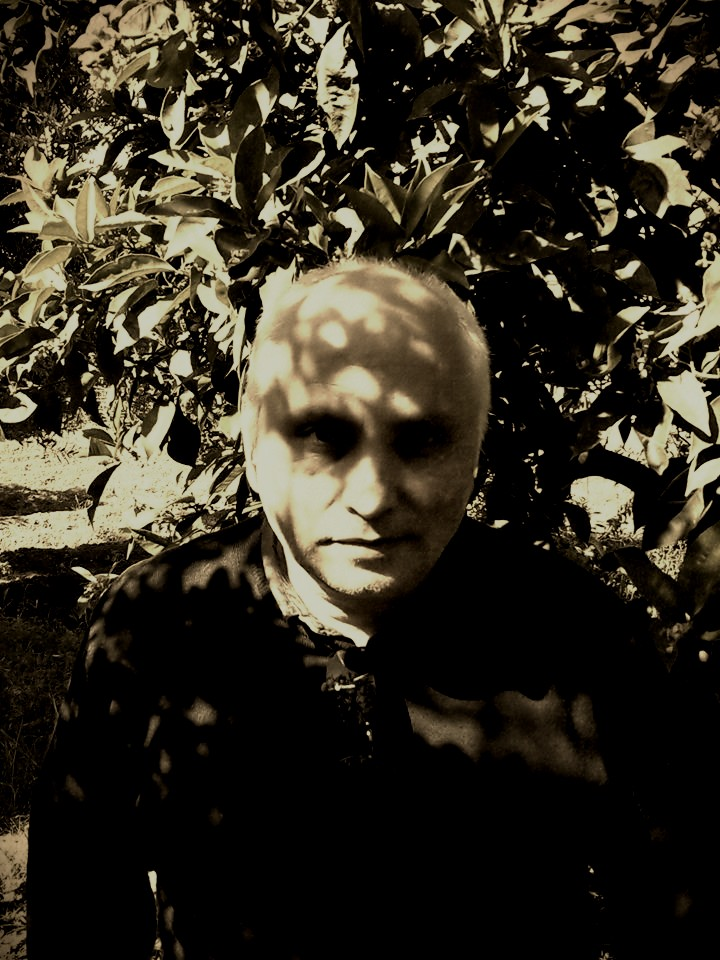
Giuseppe Prinzi en 2015

- 1989 : Peinture improvisée de Termini Imerese - PalermeGiuseppe Prinzi en 20151989 : Exposition de Ceramic Design - Fortezza d'Abbasso - Florence
- 1990 : Exposition XIV internationaux Céramique - Santo Stefano di Camastra
- 1990 : Galerie Arcimboldi - Vérone
- 1991 : Exposition de peintures et sculptures - Campobello di Licata - Agrigente
- 1991 : 15e Salon International de la Céramique - Santo Stefano di Camastra
- 1993 : Décorateurs d'art - Dallas - Floride
- 1993 : Étoile Kaito Choo-Ku - Tokyo
- 1994 : Kosta Boda -  Reykjavik
- 1995 : Castello Gallego « Exposition de peinture » - Sant'Agata di Militello
- 1996 : La Pergola Ventura Blvd - Los Angeles
- 2004 : 27e Salon International de la Céramique de Santo Stefano di Camastra
- 2015 : 21e Exposition-Show de la Céramique de la Méditerranée Grottaglie
- 2015 : 1re Biennale de Santo Stefano - Palais Trabia - Santo Stefano di Camastra

## Critiques et commentaires
Le feu et le silence - de Silvio Benedetto 